# 村田千鶴
村田 千鶴（むらた ちづる、1981年8月6日 - ）は、日本のお笑い芸人である。

## 人物・来歴
- 広島県出身。
- 血液型はO型。
- 太田プロダクション所属のお笑いコンビ「このみ」のメンバーで、相方はおぎたともこ。
- 芸能人女子フットサルチーム「YOTSUYA CLOVERS」に所属していたが、2008年12月21日の「メルシートゥフェスタ2008アワード」をもって退団。
- 広島平和記念日の生まれであり、千鶴という名前は平和への願いを込めて、千羽鶴に因んで名付けられた[1][2]。
- バレーボールを13年間やっていた[3]。